# Лихтарёв, Илья Аронович
Илья Аронович Лихтарёв (1 февраля 1935, Прилуки, Черниговская область — 14 января 2017, Киев) — советский и украинский биофизик, основатель Украинской научной школы дозиметрии и радиологической защиты, основатель и первый руководитель «Научно-исследовательского института радиационной защиты» Академии технологических наук Украины, член Международной комиссии по радиологической защите (1992—2006), член Национальной комиссии по радиационной защите населения Украины, доктор физико-математических наук (1976), профессор (1984), Заслуженный деятель науки и техники Украины (2011).

## Биография
Родился в Черниговской области. Детство (за исключением эвакуации) провел в Киеве. В 1955 году окончил Киевский геолого-разведывательный техникум (получил красный диплом). В 1962 году окончил с отличием Всесоюзный политехнический институт в Москве по специальности инженер-физик и вернулся в Киев. Начал трудовую деятельность в 1962 году в радиологической группе Киевской областной санитарно-эпидемиологической службы. После окончания аспирантуры в Ленинградском институте радиационной гигиены Министерства здравоохранения РСФСР (ныне — Научно-исследовательский институт радиационной гигиены г. Санкт-Петербург) в 1968 году защитил диссертацию на соискание степени кандидата технических наук по специальности «радиационная безопасность». Тема диссертации была посвящена радиоактивному йоду (научные руководители Л. А. Ильин и В. П. Шамов). Затем возглавил Лабораторию радиационной биофизики этого научного учреждения. В 1976 году получил степень доктора физико-математических наук по специальности «радиационная биофизика».
Сразу после аварии на ЧАЭС возвратился на Украину, с мая 1986 года работал в Киеве и Чернобыле. В октябре 1986 создал и возглавил отдел дозиметрии и радиационной гигиены новосозданного Всесоюзного научного центра радиационной медицины Академии медицинских наук СССР (ныне — «Национальный научный центр радиационной медицины Национальной академии медицинских наук Украины»).
Начиная с 1995 года, возглавлял «Научно-исследовательский институт радиационной защиты» Академии технологических наук Украины.

## Сфера научных интересов
- моделирование процесса переноса радионуклидов в окружающей среде, в организме человека;
- дозиметрия внутреннего и внешнего облучения;
- радиационная защита и безопасность, нормирование облучения человека;
- радиационная безопасность в случае аварии на АЭС[3];
- влияние последствий аварии на Чернобыльской АЭС на окружающую среду;
- радиационная эпидемиология.

## Научная деятельность
В 1984 г. присвоено звание профессора.
Внес существенный вклад в ликвидацию последствий аварии на ЧАЭС, создание национальной системы радиологической защиты и развитие мировой науки в области дозиметрии, биокинетики радионуклидов в теле человека и радиационной эпидемиологии.
Ученому принадлежит приоритет в разработке и внедрении национальной системы общедозиметрической паспортизации населённых пунктов Украины, подвергшихся радиоактивному загрязнению вследствие чернобыльских выпадений. Эта система включает методологию проведения текущих, а также ретроспективных и прогнозных дозовых оценок облучения населения в зависимости от возраста, пола, места проживания человека, отдельно для каждого года за прошедший период и для каждого года в будущем (до 2055 года). Под его научной редакцией изданы 15 сборников (данные 1991—2013 гг.) «Общедозиметрическая паспортизация и результаты СИЧ-мониторинга в населенных пунктах Украины, подвергшихся радиоактивному загрязнению после Чернобыльской аварии».
Специальной научной разработкой является обоснование и внедрение системы ретроспективного восстановления доз облучения щитовидной железы всего населения Украины, особенно тех лиц, которые были детьми и подростками во время Чернобыльской аварии.
Наиболее весомые результаты исследований нашли отражение в международных проектах. Под его руководством разработаны и воплощены в практику национальные законодательные документы: «Нормы радиационной безопасности Украины» (НРБУ-97). ДГН 6.6.1. — 6.5.001-98.; «Нормы радиационной безопасности Украины. Дополнение: Радиационная защита от источников потенциального облучения» (НРБУ-97 / Д-2000). ДГН 6.6.1. — 6.5.061-2000; «Основные санитарные правила обеспечения радиационной безопасности Украины». Государственные санитарные правила 6.177-2005-09-02 и др.
С 1978 по 1991 годы — член Национальной Комиссии Радиационной Защиты СССР, а с 1992 по 2006 гг. — член Международной Комиссии Радиационной Защиты.
- 1993—1994 гг. — руководитель украинской группы экспертов этапа проектирования «ALARM» — системы «ГАММА»,
- 1994—1995 гг. — генеральный координатор CEC-CIS и соруководитель проекта JSP5 «Pathway analyses and dose distributions»,
- 1995—1996 гг. — эксперт рабочих панелей «Дозиметрия внешнего облучения» і «Дозиметрия внутреннего облучения» в международном проекте COSYMA,
- 1996 г. — руководитель 4-х проектов «INCO COPERNICUS» Комиссии Европейского Сообщества по радиационной защите (DG XII).

С 1992 г. работал председателем комиссии по гигиеническому нормированию и регламентированию радиоактивных веществ и радиационных факторов ГП «Комитет по вопросам гигиенического регламентирования» (г. Киев), внештатный главный специалист Министерства здравоохранения Украины по радиационной гигиене (2000—2007), председатель экспертной комиссии для проведения государственной санитарно-эпидемиологической экспертизы в особо сложных случаях при Главном государственном санитарном враче Украины (с 2002). С 2002 года член Комитета по радиационным стандартам (RASSC) Международного агентства по использованию атомной энергии (МАГАТЭ). Председатель консультативного совета по радиационной защите при Государственной инспекции ядерного регулирования Украины (с 2009 г.).
С 2009 г. — председатель Комитета 7 «Комплексного анализа международных и национальных норм и стандартов радиационной безопасности и дозиметрии и их адаптации на территории Украины» Национальной комиссии по радиационной защите населения Украины.
Возглавлял комиссию по вопросам гигиенического регламентирования и нормирования радиоактивных веществ и радиационного фактора комитета Министерства здравоохранения Украины по вопросам гигиенического регламентирования.
В научной школе под его руководством было подготовлено 25 кандидатов и 10 докторов наук.

## Публикации
Автор более 600 научных работ, среди них публикации Международной комиссии по радиологической защите, Научного комитета ООН по действию атомной радиации, Всемирной организации здравоохранения, Международного агентства по ядерной энергии, Национальные доклады к 10-й, 15-й, 20-й и 25-й годовщинам Чернобыльской катастрофы, ключевые нормативно-правовые документы Украины в сфере радиологической защиты. Научные работы опубликованы в научных изданиях Health Physics, Radiation Research, Radiation Protection Dosimetry и др.

## Награды и звания
- Орден Дружбы народов (1986) за участие в ликвидации последствий аварии на Чернобыльской АЭС.
- Государственная премия науки и техники СССР (1983) за участие в разработке системы радиационного контроля на атомных центрах Челябинска, Красноярска, Новосибирска.
- Государственная премия Украины в области науки и техники (2004) .
- Почётная грамота Верховной рады Украины (2006).
- Заслуженный деятель науки и техники Украины[7] (2011).
- Медаль академика Глушкова (2014).
- Диплом ООН «за значительный личный вклад в выполнение международных Чернобыльских программ и установление высоких стандартов во имя благосостояния Украины» (2016)[8].